# Mikheil Berishvili
Mikheil Berishvili (in georgiano მიხეილ ბერიშვილი?; Tbilisi, 4 dicembre 1987) è un cestista georgiano.

## Carriera
Con la Georgia ha disputato due edizioni dei Campionati europei (2017, 2022).

## Palmarès
- Campionato georgiano: 1

Dinamo Tbilisi: 2016-17, 2017-18
TSU Tbilisi: 2022-23